# Bessie Love
Bessie Love (nacida como Juanita Horton; Midland, Texas, 10 de septiembre de 1898 - Londres, 26 de abril de 1986) fue una actriz cinematográfica estadounidense que consiguió la fama principalmente debido a su trabajo en el cine mudo y en los inicios del sonoro. Pequeña y atractiva, solía interpretar a jóvenes inocentes, sanas y poco convencionales. Además de su trabajo como actriz, escribió la película de 1919 A Yankee Princess.

## Inicios
Bessie Love nació en Midland, Texas, ciudad en la que se educó hasta conseguir el octavo grado, momento en que su padre, quiropráctico, trasladó a su familia a Hollywood. Bessie se graduó en Los Angeles High School, tras lo cual hizo un viaje por los Estados Unidos.

## Carrera

### La era muda
Para ayudar económicamente a la familia, su madre la envió a los Biograph Studios, donde conoció al pionero director cinematográfico D.W. Griffith. Griffith, que introdujo a Bessie en el cine, también dio a la actriz su apodo. Le dio pequeños papeles en sus películas El nacimiento de una nación (1915) e Intolerancia (1916). También actuó junto a William S. Hart en The Aryan, y con Douglas Fairbanks en The Good Bad Man, Reggie Mixes In y The Mystery of the Leaping Fish (todas de 1916).
En 1922 Love fue seleccionada como una de las WAMPAS Baby Stars.
A medida que aumentaba la importancia de sus papeles, aumentaba su popularidad. Bailó charleston en la película The King on Main Street en 1925. Ese mismo año protagonizó The Lost World, una aventura de ciencia ficción basada en la novela homónima de Arthur Conan Doyle. Tres años más tarde trabajó en The Matinee Idol (El teatro de Minnie), una comedia romántica dirigida por un joven Frank Capra.

### El cine sonoro
Love fue capaz de hacer con éxito la transición al cine sonoro, y en 1929 fue nominada al Óscar a la mejor actriz por La melodía de Broadway. También actuó en otros varios de los primeros musicales sonoros, incluyendo The Hollywood Revue of 1929 (1929), Chasing Rainbows (1930), Good News (1930) y They Learned About Women (1930). 
Sin embargo, en 1932 su carrera cinematográfica declinaba. Se trasladó a Inglaterra en 1935, y allí trabajó en el teatro y, de manera ocasional, en el cine. Cuando se inició la guerra, volvió a los Estados Unidos, donde permaneció un tiempo, y donde trabajó para la Cruz Roja y para el entretenimiento de las tropas. Tras la guerra volvió a Inglaterra, donde mantuvo su residencia principal, y continuó haciendo pequeños papeles para compañías tanto británicas como americanas. Actuó en películas como La condesa descalza (1954), con Humphrey Bogart, y The Greengage Summer (1961), protagonizada por Kenneth More, en la que interpretaba a una turista americana. También tuvo un pequeño papel, también como turista americana, en el film de James Bond On Her Majesty's Secret Service (1969).
En ese momento su carrera tuvo un parón. Sin embargo volvió en los años ochenta con papeles en Ragtime, la película de Warren Beatty Rojos (1981), y su última película, The Hunger (1983), protagonizada por Catherine Deneuve, David Bowie y Susan Sarandon. A lo largo de su vida, Love trabajó en 131 episodios de TV y películas cinematográficas.

## Vida personal
Love estuvo vinculada al magnate Howard Hughes. Además, estuvo casada, de 1929 a 1935, con el productor William Hawks (hermano del director Howard Hawks), con el que tuvo una hija. 
Bessie Love falleció en Londres (Inglaterra) por causas naturales el 26 de abril de 1986, a los 87 años.
Tiene una estrella en el Paseo de la Fama de Hollywood, en el 6777 de Hollywood Boulevard.

## Premios y distinciones
Premios Óscar
| Año  | Categoría    | Trabajo nominado       | Resultado |
| ---- | ------------ | ---------------------- | --------- |
| 1929 | Mejor actriz | La melodía de Broadway | Nominada  |